# Jimmy Wormworth
James Edward „Jimmy“ Wormworth (* 14. August 1937 in Utica, New York) ist ein US-amerikanischer Jazzschlagzeuger.

## Leben und Wirken
Wormworth begann autodidaktisch mit dem Schlagzeugspiel, nachdem er sich mit der Schallplattensammlung seiner Eltern beschäftigte und Aufnahmen des Art Tatum Trios mit Sid Catlett abhörte. Mit zwölf Jahren spielte er in der All-City Grad School Band und arbeitete schon bald mit lokalen Musikern. Mit zwanzig Jahren zog er auf Einladung von Torrie Zito nach New York City, um dort mit Nelly Lutcher und The Jazz Modes (1958) zu arbeiten. Im selben Jahr spielte er bei Lou Donaldson, Phineas Newborn (bis 1959) und Mal Waldron 1959, außerdem mit Sahib Shihab und Babs Gonzales. 
Danach begleitete er das Trio Lambert, Hendricks & Ross; in den folgenden Jahren wirkte er auch mit Charles Davis, Lonnie Hillyer, Charles McPherson, Barry Harris, Al Haig, J. R. Monterose und Dizzy Reece. 2003 arbeitete er mit dem Pianisten Tardo Hammer; auch war er an der Einspielung des Albums Let Me Sing (2005) von Annie Ross beteiligt. 2009 war auf Deutschlandtournee mit dem John Marshall NY All Star Quintet aus John Marshall (Trompete), Grant Stewart (Tenorsaxophon), Tardo Hammer (Piano), John Goldsby (Bass), das unter anderem in der Jazz-Schmiede in Düsseldorf konzertierte.

## Diskographische Hinweise
- Allen Eager Renaissance (1982, mit Hod O’Brien, Teddy Kotick)
- Charles Davis Land of Dreams (2006, mit Lee Hudson)
- Mike Longo Float Like a Butterfly (2007, mit Paul West)

## Lexikalischer Eintrag
- Richard Cook, Brian Morton: The Penguin Guide of Jazz on CD. 6. Auflage. Penguin, London 2002, ISBN 0-14-051521-6.
- Bielefelder Katalog Jazz, 2001.